# Urbain Dubois
Urbain François Dubois (Trets, 26 maggio 1818 – Nizza, 14 marzo 1901) è stato un cuoco e gastronomo francese.

## Biografia
Dubois nacque a Trets nel dipartimento di Bouches-du-Rhône in Francia, ed era figlio di un maestro tessitore. Urbain si formò presso lo zio Jean, che era stato cuoco del generale Henri Gatien Bertrand. Dopo aver vissuto a Parigi dal 1840 al 1845, Dubois lavorò come cuoco in diversi Paesi dell'Europa Centrale prima di diventare chef del principe Aleksej Fëdorovič Orlov, ambasciatore di Nicola I di Russia. Fu Dubois a inventare, in questi anni, la sella alla Orloff, una ricetta a base di carne di vitello, funghi e formaggio. Dal 1860 lavorò anche alle dipendenze del principe reggente Guglielmo I, che diverrà re di Prussia l'anno seguente. Nel 1870, agli inizi della guerra franco-prussiana, Dubois tornò in Francia per alcuni mesi, ma tornò a lavorare in qualità di capo cuoco per gli Hohenzollern nel mese di marzo del 1871, quando venne firmato il trattato di pace. Durante la sua permanenza presso il casato tedesco, dal momento che divideva la sua posizione con il connazionale Émile Bernard ed entrambi operavano a mesi alterni, Dubois poté concentrarsi sulla scrittura di libri di cucina. Dubois rimase a Berlino fino agli anni 1880, e morì a Nizza il 14 marzo 1901, all'età di 82 anni.

## Vita privata
Dubois sposò Marie-Virginie-Louise Boder il 30 dicembre 1868 a Potsdam. Avevano cinque figli: Joseph-Émile, Albert-Félix, Ernest-Eugène, Julie-Marguerite e Jeannette-Hélène. I due figli maggiori nacquero prima del matrimonio. Il suo secondo figlio, Félix Dubois, divenne un giornalista. In seguito alla morte di Urbain Dubois, la moglie visse per altri 15 anni.

## Opere
- La Cuisine classique, études pratiques, raisonnées et démonstratives de l'école française appliquée au service à la Russe, 1856 (con Émile Bernard)
- Cuisine de tous les pays, études cosmopolites où sont rassemblées nombre de recettes, allemandes, françaises, italiennes, anglaises, russes, polonaises, etc., 1872.
- École des cuisinières, méthodes élémentaires, économiques. Cuisine, pâtisserie, office. 1500 recettes, 1871
- Cuisine artistique, étude de l'école moderne, 1872
- Grand Livre des pâtissiers et des confiseurs, 1883
- Nouvelle Cuisine bourgeoise pour la ville et pour la campagne, 1888.
- La Cuisine d'aujourd'hui, école des jeunes cuisiniers, service des déjeuners, service des dîners, 250 manières de préparer les œufs, 1889
- La Pâtisserie d'aujourd'hui, école des jeunes pâtissiers. Grands et petits gâteaux, sujets d'ornements, entremets chauds et froids, glaces, conserves de fruits & légumes. Buffets de réceptions, bals, soirées spécialités, 1894